# Варенцов, Сергей Сергеевич
Серге́й Серге́евич Варенцо́в (21 августа (2) сентября 1901, Дмитров, Московская губерния — 1 марта 1971, Москва) — советский военачальник, Главный маршал артиллерии (6 мая 1961; понижен в звании 13 марта 1963). Командующий Ракетными войсками и Артиллерией Сухопутных войск. Кандидат в члены ЦК КПСС (1961—1962). Депутат Верховного Совета СССР 6-го созыва (1958—1962).

## Гражданская война и межвоенное время
Учился в Дмитровском городском начальном училище, затем на бухгалтерских курсах. В Красной Армии с марта 1919 года. Воевал красноармейцем на Южном фронте, затем служил в гарнизоне Дмитрова. В марте 1921 года участвовал в подавлении Кронштадтского восстания.
В 1921 году окончил Детскосельские командные курсы тяжёлой артиллерии, в 1926 году экстерном сдал экзамен за полный курс Первой артиллерийской школы, в 1931 году окончил Курсы усовершенствования командного состава артиллерии. С 1921 года служил в артиллерии, командовал взводом, был помощником командира батареи, начальником связи дивизиона тяжёлой артиллерии особого назначения Высшей артиллерийской школы комсостава в городе Луга. С 1927 года — командир батареи, затем начальник полковой школы 25-го артиллерийского полка 25-й стрелковой дивизии Украинского военного округа.
С 1934 года — помощник командира артиллерийского полка 41-й стрелковой дивизии Харьковского военного округа, с 1937 года — командир этого полка, а с марта 1939 года — начальник артиллерии этой дивизии. В 1940 году в 41-й стрелковой дивизии Народный Комиссар обороны СССР Маршал Советского Союза С. К. Тимошенко провёл инспекторский смотр, была получена не высокая, но положительная оценка её боевой подготовки. Более высокую оценку получила дивизионная артиллерия, действовавшая в учении войск с боевой стрельбой весьма чётко и успешно. За отличную подготовку артиллерии соединения начальник артиллерии дивизии С. С. Варенцов был награждён золотыми часами. С ноября 1940 года — заместитель начальника артиллерии 6-й армии в Киевском Особом военном округе. С марта 1941 года — начальник артиллерии 6-го стрелкового корпуса в том же округе.

## Великая Отечественная война
В этой должности полковник Варенцов вступил в Великую Отечественную войну в составе войск Юго-Западного фронта. Участвовал в оборонительных сражениях на Украине. В Киевской катастрофе сумел сохранить значительную часть артиллерии корпуса и с боями вывести её из кольца окружения, при этом присоединив к своим частям несколько тысяч красноармейцев из разбитых частей. За это был награждён своим первым орденом, повышен в звании до генерал-майора артиллерии (09.11.1941) и в должности — в ноябре 1941 года назначен начальником артиллерии 40-й армии Юго-Западного фронта. Участвовал в наступательных Елецкой операции и Барвенковско-Лозовской операции, в оборонительных Харьковской операции и Воронежско-Ворошиловградской операции. С сентября 1942 года — начальник артиллерии 60-й армии Воронежского фронта. 4 февраля 1943 года ему присвоено звание генерал-лейтенанта артиллерии, а уже 20 октября 1943 года — генерал-полковника артиллерии.
С октября 1942 года и до конца войны был бессменным командующим артиллерией Воронежского фронта (после переименования фронта в октябре 1943 года — 1-го Украинского фронта). Проявил себя отличным артиллерийским начальником. Организовывал и осуществлял артиллерийское обеспечение боевых действий войск фронта в Острогожско-Россошанской операции, в Харьковской наступательной и в Харьковской оборонительной операциях в зимне-весенней кампании 1943 года, в Курской битве, в битве за Днепр, в Корсунь-Шевченковской, Ровно-Луцкой, Проскуровско-Черновицкой, Львовско-Сандомирской, Висло-Одерской, Берлинской, Пражской наступательных операциях.

## Послевоенное время
С июля 1945 года был командующим артиллерией Центральной группы войск 1-го формирования, дислоцированной на территории Австрии и Венгрии. С января 1947 года — командующий артиллерией Прикарпатского военного округа. В 1951 году окончил Высшие академические курсы при Военной академии Генерального штаба. С октября 1951 года — командующий артиллерией Закавказского военного округа. С января 1952 года —
начальник Главного артиллерийского управления, одновременно с января 1952 года по май 1953 года являлся заместителем командующего артиллерией Советской Армии.
С марта 1955 года — командующий артиллерией, а с января 1961 года — командующий ракетными войсками и артиллерией Сухопутных войск. Маршал артиллерии (11.03.1955). Главный маршал артиллерии (6.05.1961). На XXII съезде КПСС (1961) избран кандидатом в члены ЦК КПСС. Депутат Верховного Совета СССР 6-го созыва (1958—1962 г.).

## Разжалование

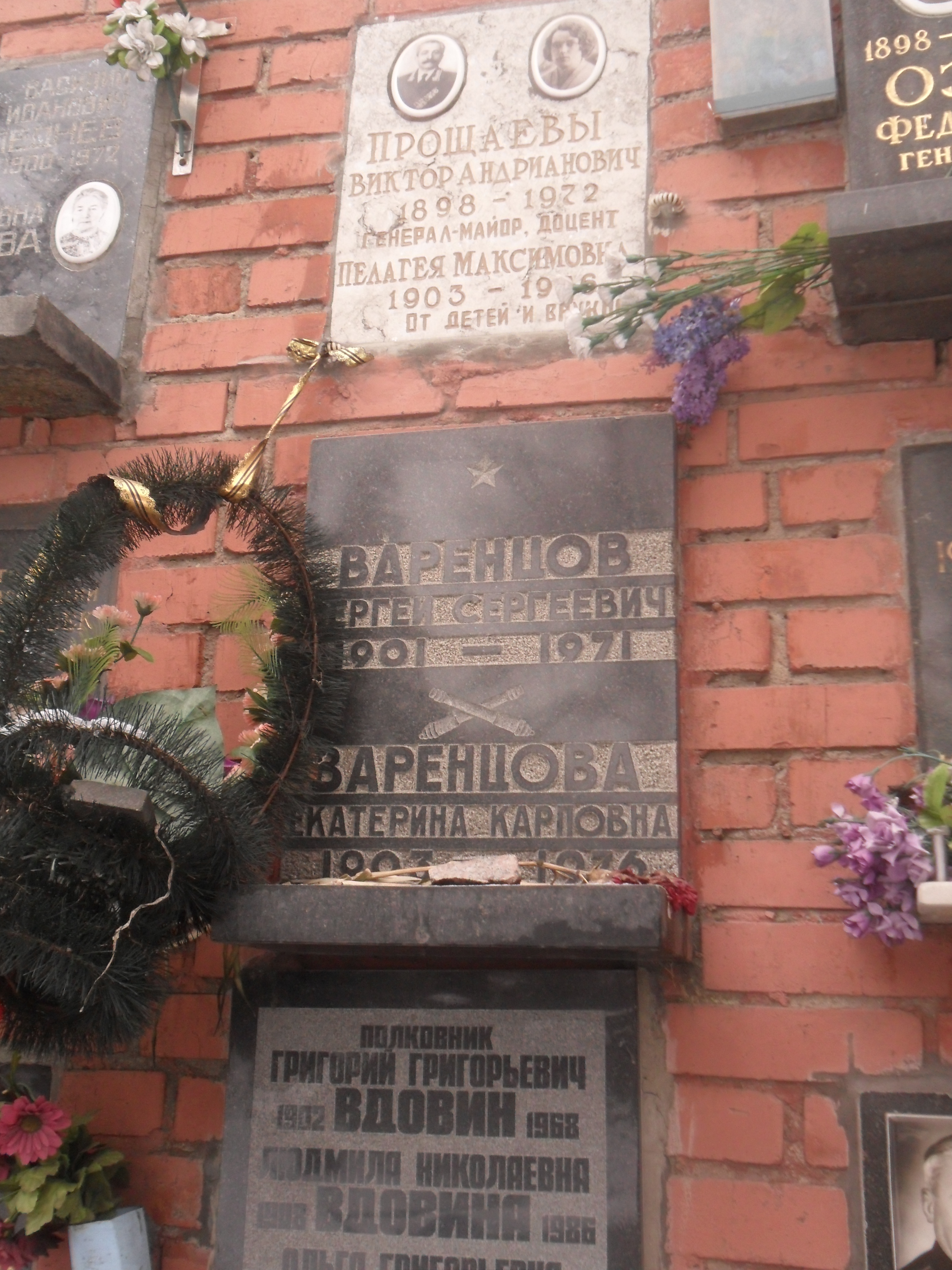
Плита колумбария Варенцова на Новодевичьем кладбище Москвы.

В конце 1962 года был арестован за шпионаж в пользу США и Великобритании полковник Главного разведывательного управления О. В. Пеньковский, который в 1944—1945 годах был адъютантом С. С. Варенцова. После войны они на несколько лет потеряли друг друга из виду, встретившись в середине 50-х годов. По просьбе Пеньковского, Варенцов помог ему с трудоустройством, обеспечив назначение на должность начальника курса в Военной академии имени Ф. Э. Дзержинского. На тот момент Пеньковский ещё не был завербован иностранной разведкой. Когда Пеньковский вернулся на службу в ГРУ, он стал периодически бывать у маршала дома, однако в ходе расследования по его делу не было установлено, что Пеньковский добыл какие-либо сведения от Варенцова или используя знакомство с Варенцовым.
При расследовании дела Пеньковского и в суде над ним Варенцов проходил только как свидетель, никакого обвинения ему не предъявлялось. Однако он был подвергнут исключительно тяжёлым дисциплинарным мерам: Указом Президиума Верховного Совета СССР от 12 марта 1963 года С. С. Варенцов был лишён звания Героя Советского Союза и ордена Ленина; Указом Президиума Верховного Совета СССР от 13 марта 1963 года он был снижен в воинском звании на четыре ступени — до генерал-майора артиллерии; Постановлением Пленума ЦК КПСС от 21 июня 1963 года вывел Варенцова из состава кандидатов в члены ЦК КПСС. Причины всех этих взысканий указывались стандартные: «за потерю политической бдительности и недостойные поступки». При этом тот факт, что помощь Пеньковскому Варенцов оказал ещё до вербовки того иностранной разведкой, когда фронтовик и кавалер нескольких орденов Пеньковский был ничем не запятнан перед Родиной — никак не учитывался, а в чём заключались «недостойные поступки» — вообще не уточнялось. Тогда же, в 1963 году, уволен в отставку. Относительно лишения иных государственных наград — разные источники приводят разные сведения, текст соответствующего постановления не публиковался.
По некоторым данным, такое необычайно суровое наказание было вызвано разногласиями Варенцова с Н. С. Хрущёвым и с Главнокомандующим Сухопутными войсками Маршалом Советского Союза В. И. Чуйковым.
В то же время ряд авторов утверждают, что именно через Варенцова Пеньковский имел доступ к совершенно секретной информации. 
«Ещё одним важным источником секретных данных оказался родственник Пеньковского, маршал ракетных войск и артиллерии страны С. Варенцов. За непринуждённой беседой в семейном кругу Пеньковский получал от него бесценные для западных спецслужб данные о реальном состоянии и технических характеристиках новейшего советского ракетно-ядерного оружия, эффективность и боеспособность которого в ту пору была на деле не такой впечатляющей, как это пыталась представить официальная пропаганда».
Как было установлено следствием и судом, а впоследствии подтверждено рассекреченными оперативными отчетами ЦРУ, главным источником информации Пеньковского являлся Варенцов. … Вопреки служебной необходимости Варенцов командировал Пеньковского на 9-месячные курсы специалистов-ракетчиков Военной академии имени Ф. Э. Дзержинского. Впоследствии содержание лекций, учебных пособий, разработок и других материалов академии Пеньковский передал ЦРУ и МИ-6. Варенцов дал указание разрешить Пеньковскому якобы для «подготовки статей» пользоваться секретными библиотеками некоторых высших штабов. Пеньковский смог сфотографировать там немало секретных документов и передать их хозяевам    
Жил и скончался в Москве, похоронен на Новодевичьем кладбище. Многочисленные попытки родных и сослуживцев Варенцова добиться его реабилитации в советский период отвергались немедленно. В постсоветский период реабилитирован он также не был, поскольку судебному и уголовному преследованию не подвергался, а вся расправа с маршалом производилась в административно-дисциплинарном порядке. Не была восстановлена даже справедливость в части возвращения Варенцову звания Героя Советского Союза, несмотря на то, что лишение этого звания могло производиться только на основании решения суда, а в отношении Варенцова судами никаких решений или определений не выносилось.
После разжалования имя С. С. Варенцова исчезло из советской исторической литературы (например, отсутствует статья о нём в «Советской военной энциклопедии»). Информация о нём стала публиковаться лишь в постсоветское время. 

## Награды
- Герой Советского Союза (29.05.1945, лишен звания 12.03.1963)
- Четыре ордена Ленина (6.11.1941, 21.02.1945, 29.05.1945, 14.09.1961), третьего ордена лишён 12.03.1963
- Три ордена Красного Знамени (27.08.1943, 3.11.1944, 20.06.1949)
- Орден Суворова 1-й степени (10.01.1944)
- Два ордена Кутузова 1-й степени (08.11.1943, 25.08.1944)
- Орден Красной Звезды (14.02.1943)
- Медали СССР
- Ордена Белого льва «За победу» 1-й и 2-й степеней (Чехословакия, оба 1945)[6]
- «Военный крест 1939 года» (Чехословакия, 1945)
- Орден «За воинскую доблесть» 5-й степени (Польша)
- Орден «Крест Грюнвальда» 3-й степени (Польша)
- Медаль «Китайско-советская дружба» (КНР)
- Золотые часы (1940)[1][7]